# جانوران ارمنستان

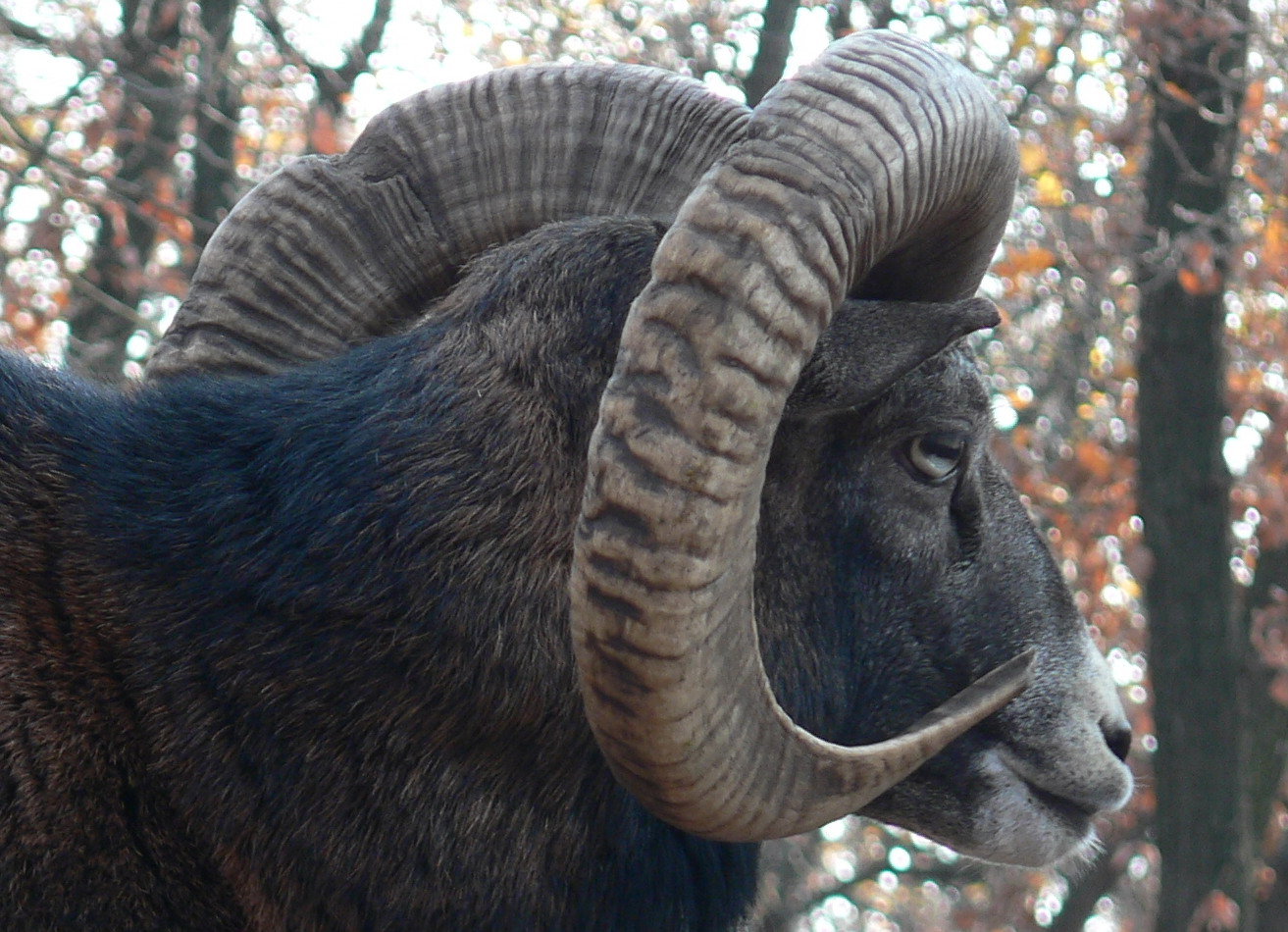
موفلون، جد گوسفندان اهلی

جانوران ارمنستان (انگلیسی: Fauna of Armenia) با توجه به اندازه جغرافیایی نسبتاً کوچک این کشور، به دلیل زیستگاه‌های متنوع ایجاد شده توسط زمین‌های کوهستانی منطقه، متنوع است. ارمنستان منطقه مهمی برای حیوانات مهاجر است. حدود ۳۵۰ گونه مختلف پرنده در این کشور ثبت شده است. بسیاری از حیوانات اهلی جهان در منطقه ای که ارمنستان در آن قرار دارد منشأ گرفته‌اند و گوسفند وحشی، جد گوسفندان اهلی، در آنجا وجود دارد. تحقیقات نشان می‌دهد که حدود یک چهارم گونه‌های جانوری در ارمنستان در معرض خطر بین‌المللی قرار دارند. مافلون‌ها به دلیل شکار غیرقانونی و از دست دادن زیستگاه دچار کاهش جمعیت شده‌اند و ماهی قزل آلای سوان که سی درصد از ماهی‌های دریاچه سوان را تشکیل می‌دهد، عملاً ناپدید شده است.

## گربه‌سانان
ارمنستان جنوبی و جنوب غربی آخرین سنگر برای بقای پلنگ ایرانی در کل قفقاز است که بخشی از آن به دلیل ارتباط آن با ایران است، جایی که بخش اصلی جمعیت پلنگ ایرانی وجود دارد. اندازه کل جمعیت این حیوان در ارمنستان بیش از ۱۰–۲۰ عدد شامل بالغ و توله‌ها نیست. محاسبات خاصی انجام نشد. با داده‌های پراکنده، جمعیت در ارمنستان بیش از ۲۵ عدد به حساب نمی‌آید.
قبل از شکار شدن تا انقراض در ماوراء قفقاز در قرن دهم، شیر آسیایی در منطقه ایروان و رود ارس وجود داشت.

## حیوانات رایج
- کاکایی ارمنی
- لاسرتای صخره‌ای ارمنی
- گوسفند وحشی ارمنی
- Armenian Gampr
- Armenian Semicoarsewool
- African wildcat
- خرس قهوه‌ای
- لک‌لک سیاه
- هما (پرنده)
- سمور سنگی
- دال سیاه
- خرس قهوه‌ای سوری
- سیاه‌خروس قفقازی
- سنجاب ایرانی
- سگ قفقازی
- رودک قفقازی
- کفچه‌نوک اوراسیایی
- خرس قهوه‌ای اوراسیایی
- عقاب شاهی
- سقنقور خال‌قرمز
- ارمیاس پلسک
- وشق اوراسیایی
- شنگ اوراسیایی
- دال قهوه‌ای
- European jackal
- شنگ اوراسیایی
- گربه وحشی
- کرکس کوچک
- گربه جنگلی
- سهره صورتی
- لاک‌پشت مهمیزدار
- شغال طلایی
- عقاب طلایی
- اسب قره‌باغ
- راسوی کوچک
- خارپشت گوش‌بلند
- زنگوله‌بال
- زرده‌بر
- خفاش ارس
- Persian leopard
- سیاه‌ماهی
- قزل‌آلای سوان
- حواصیل زرد
- Steppe wolf
- عقاب صحرایی
- کفتار راه‌راه
- خرس قهوه‌ای سوری
- افعی راده
- سنگ‌چشم سرحنایی
- عقاب دریایی دم‌سفید
- لک‌لک سفید
- کل و بز
- گراز
- Vipera darevskii
- راکون
- گوزن قرمز
- روباه سرخ
- شوکا
- پیغوی بزرگ
- شاهین بحری
- آگامای وزغی ایرانی
- وزغ بیل‌پای سوری
- قورباغه مانداب
- وزغ سبز

## ذخیره‌گاه‌های ارمنستان
ذخیره‌گاه‌های متعددی در ارمنستان برای حفظ جانوران، گیاهان و اکوسیستم‌های آنها ایجاد شده است:
- ذخیره‌گاه دولتی جنگل خسرو
- ذخیره‌گاه دولتی شیکاهوغ
- ذخیره‌گاه دولتی اربونی